# Herzog-Albrecht-Denkmal (Königsberg)

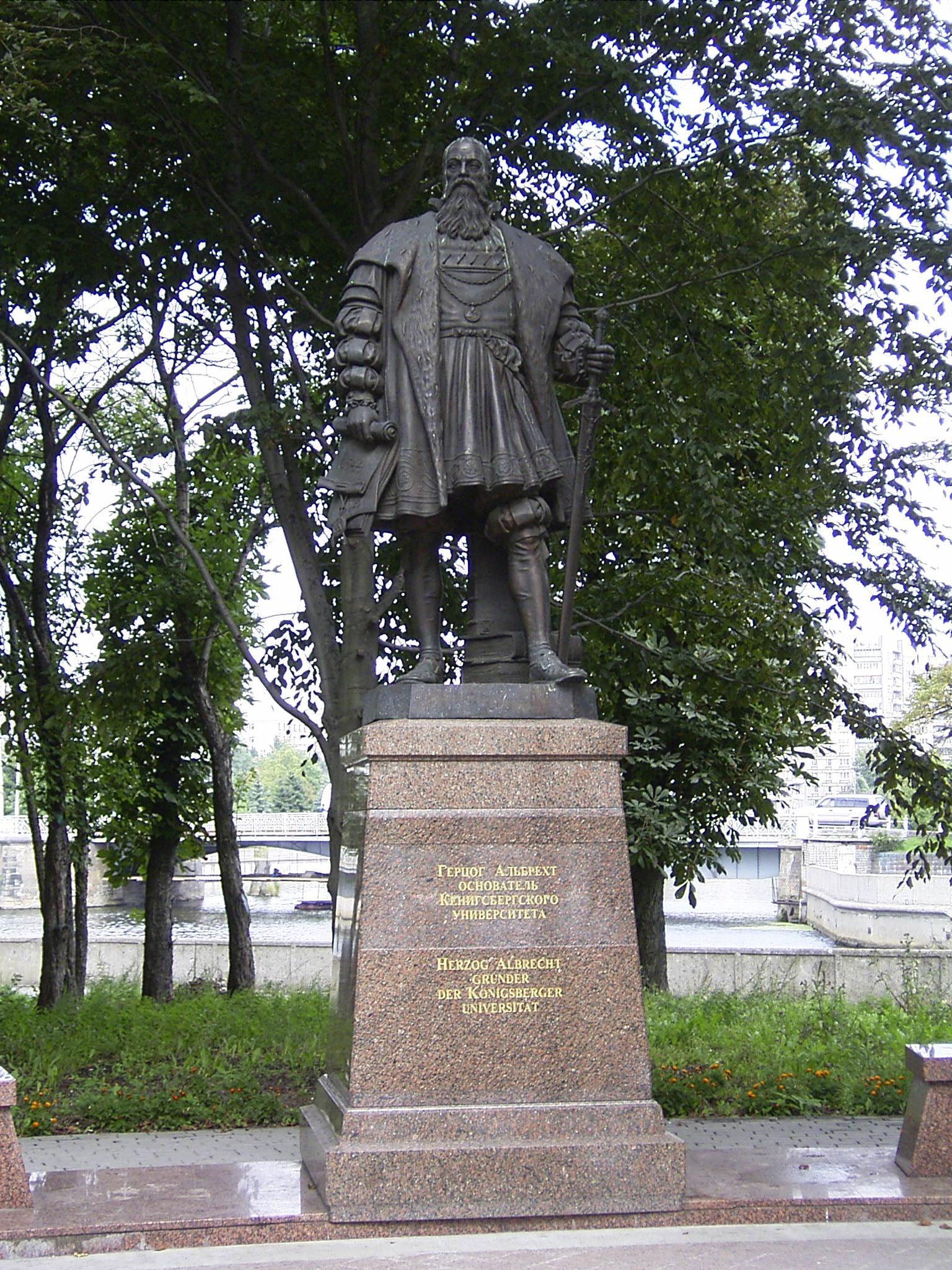
Replikat auf der Kant-Insel

Das Herzog-Albrecht-Denkmal stand beim Haberturm des Königsberger Schlosses. Seit 2007 steht eine Nachbildung beim Königsberger Dom. Die Statue zeigt Herzog Albrecht in doppelter Lebensgröße.

## Geschichte
Das originale Bronze-Standbild wurde 1891 von dem an der Königsberger Kunstakademie lehrenden Bildhauer Friedrich Reusch geschaffen. Ursprünglich sollten alle bedeutenden Landesherren am Königsberger Schloss durch Denkmäler geehrt werden. Herzog Albrecht von Preußen machte als letzter Hochmeister des Deutschen Ordens den Deutschordensstaat zum Herzogtum, errichtete die Albertus-Universität und führte als erster deutscher Fürst die Reformation ein. Königsberg wurde zur Hochburg des orthodoxen Luthertums.
Das Denkmal wurde 1891 im Beisein des deutschen Kaiserpaares – Wilhelm II. und Auguste Viktoria – am Haberturm enthüllt. Der polierte Granitblock, der den Sockel bildete, trug die Inschrift:
Es galt als das gelungenste Denkmal des Fürsten.

„Kaiser Wilhelm II. nahm an dem Festakt teil. Er ließ sich den Erbauer des Denkmals vorstellen und sprach ihm seine Anerkennung aus. Die Feier bestand aus einer Festpredigt des Generalsuperintendenten Poetz, der Festansprache des Professors Prutz und dem anschließenden Parademarsch der Truppen der Garnison Königsberg. Das glänzende Bild, das die versammelte Menschenmenge bot, die Militärmusik und der folgende Vorbeimarsch der Soldaten in ihren bunten Uniformen ließen bei allen Zuschauern unvergessliche Eindrücke entstehen. Dieses Denkmal trug dazu bei, Königsberg zu dem zu machen, was es dem späteren Zeitgenossen war. Während sich bisher an der Nordseite des Schlosses ein trockener Schlossgraben mit Gärten bis zur Hinterfront der Junkerstraße hingezogen hatte, wurde jetzt zwischen Münz- und Gesekusplatz die Schloßstraße angelegt, die demnächst bebaut wurde.“

Wegen der in der Zeit des Nationalsozialismus ungeliebten religiösen Einstellung des Dargestellten verbannte man das Denkmal 1935 an den nordwestlichen Rundturm des Schlosses in der Schloßstraße. In der Schlacht um Königsberg wurde das Denkmal zerstört. Zur 750-Jahr-Feier Königsbergs (2005) schenkte die Stiftung Königsberg der Stadt Kaliningrad eine Replik des Denkmals. Vom zerstörten Denkmal existiert noch der Sockel, die seit dem Krieg darauf stehende Lenin-Statue wurde durch das Albrecht-Replikat ersetzt. Das Denkmal wurde 2007 an der Südostecke des Doms aufgestellt.